# ديفيد تشارلز (طبيب أعصاب)
ديفيد تشارلز (بالإنجليزية: David Charles)‏ هو طبيب أعصاب أمريكي، ولد في 26 مايو 1964 في ديكاتور في الولايات المتحدة.